# Nemoria sellata
Nemoria sellata là một loài bướm đêm trong họ Geometridae.